# Боцевский, Ивица
Ивица Боцевский (макед. Ивица Боцевски; родился 15 июня 1977 года в Скопье, Македония) — македонский политик, вице-премьер Республики Македонии.

## Образование
Ивица Боцевский в 1999 году окончил юридический факультет Университета в Скопье. С 2002 по 2004 год продолжил своё образование в Питтсбургском университете (штат Пенсильвания) по программе Государственного департамента США о поддержке молодых специалистов из стран Юго-Восточной Европы.
Владеет английским и немецким языками. Является автором статей в местных и международных научных журналах.

## Карьера
С марта 2007 года был пресс-секретарём правительства Николы Груевского. В июле 2008 года назначен заместителем премьер-министра ответственным за евроинтеграцию. Он один из основателей и первый исполнительный директор Института демократии в Скопье.
30 июня 2009 года Боцевский внезапно подал в отставку, которая была принята. 10 июля парламент утвердил нового вице-премьера Васко Наумовского.

## Семья
Ивица Боцевский женат, имеет дочь Йовану.